# 진하진
진하진(1986년 12월 6일 ~ )은 대한민국의 레이싱 모델이다.

## 경력

### 레이싱모델 경력
- 2018년 - 서울오토살롱 나노빔 포즈모델
- 2018년 - 오토위크 유니캠프 포즈모델
- 2018년 - 더블지FC 라운드걸
- 2019년 - 조선일보배 춘천마라톤 광고모델
- 2019년 - 서울오토살롱위크 카바타 포즈모델
- 2019년 - 카바타 드레그레이싱 스타터모델
- 2019년 - KMPC 라운드걸
- 2019년 - 경기국제보트쇼 보트코리아 포즈모델
- 2019년 - 2019 지스타 드래곤플라이 포즈모델